# Chorostkiv
Chorostkiv (in ucraino Хоростків?; in polacco Chorostków) è una città dell'Ucraina (6652 abitanti) situata nel distretto di Čortkiv, nell'oblast' di Ternopil'. Ospita l'amministrazione della comunità territoriale di Chorostkiv, una delle comunità territoriali dell'Ucraina.
 

Fino al 18 luglio 2020 Chorostkiv apparteneva al distretto di Husjatyn, abolito come parte della riforma amministrativa dell'Ucraina, che ha ridotto a tre il numero dei distretti dell'oblast' di Ternopil'. L'area del distretto di Husjatyn è stata trasferita al distretto di Čortkiv.
1. ↑  (UK, EN) Number of Present Population of Ukraine, as of January 1 2022 (PDF), su db.ukrcensus.gov.ua.
2. ↑  (RU) Апостоловская громада, su gromada.info, Портал об'єднаних громад України.
3. ↑  (UK) Про утворення та ліквідацію районів. Постанова Верховної Ради України № 807-ІХ., in Голос України, 18 luglio 2020. URL consultato il 3 ottobre 2020.
4. ↑  (UK) Нові райони: карти + склад, su minregion.gov.ua, Міністерство розвитку громад та територій України.